# 754 Малабар
754 Малабар (754 Malabar) — астероїд головного поясу, відкритий 22 серпня 1906 року.
Тіссеранів параметр щодо Юпітера — 3,119.